# ناثان بيرغ
ناثان بيرغ هو مغني أوبرا وموسيقي ومغني كندي، ولد في 1 يوليو 1972 في Spalding, Saskatchewan ‏ في كندا.

## وصلات خارجية
- الموقع الرسمي
- ناثان بيرغ على موقع ميوزك برينز (الإنجليزية)
- ناثان بيرغ على موقع ديسكوغز (الإنجليزية)